# Myrsine mocquerysii
Myrsine mocquerysii Aug.DC. – gatunek roślin z rodziny pierwiosnkowatych (Primulaceae). Występuje endemicznie we wschodniej części Madagaskaru. 

## Morfologia
PokrójZimozielony krzew.
LiścieBlaszka liściowa jest skórzasta i ma lancetowaty kształt. Mierzy 13 cm długości oraz 4 cm szerokości, jest całobrzega, ma ostrokatną nasadę i spiczasty wierzchołek. Ogonek liściowy jest nagi i ma 10 mm długości.
KwiatyZebrane w wierzchotkach przypominających baldachy, wyrastają z kątów pędów. Mają 4 lub 5 działki kielicha o owalnym kształcie. Płatków jest 4–5, są eliptyczne i mają 2–3 mm długości.